# しおさい公園
しおさい公園（しおさいこうえん）は愛媛県伊予市にある都市公園（総合公園）である。都市計画としての名称は、伊予総合公園である。
公園内には伊予市民体育館、伊予市民球場、伊予市民競技場、伊予市民テニス場、ゲートボール場、バスケットコート、グラウンド・ゴルフ場、わくわく子ども王国（遊戯施設）、芝生広場、親水広場、ちびっ子カートコースがある。

## 施設

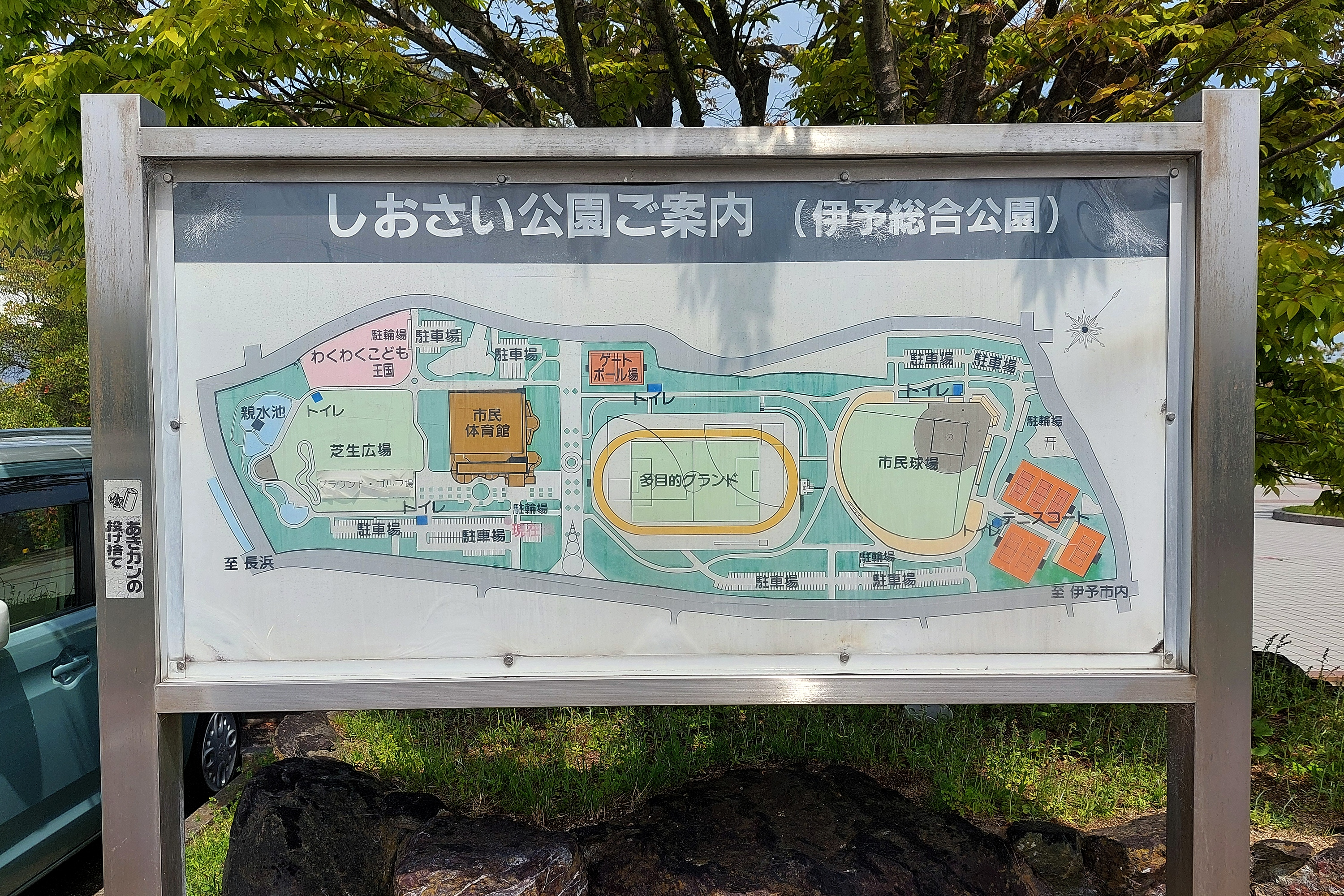
案内図

### 伊予市民体育館
- バスケットボール2面
- バレーボール3面
- バドミントン8面
- 卓球25台
- 柔道2面
- トレーニング室（面積110.47m2）
- 会議室（面積89.9m2）
- 身体障害者エレベーター

### 市民球場
四国アイランドリーグplusの愛媛マンダリンパイレーツが主催試合を開催している。
- グラウンド内面11.500m2
- 収容人数
  - 本部スタンド120人
  - 内野スタンド430人
  - 外野スタンド（芝生）1,450人

### 市民テニス場
- コート
  - A～Cコート2,083m2
  - 2面（D、Eコート）1,425m2
  - センターコート843m2
- 収容人数
  - センターコート262人
  - 固定席172人
  - 車椅子席12人
  - 芝生78人

### 市民競技場
- 面積18,763m2
- ソフトボール場2面
- サッカー場1面
- 陸上トラック
  - 400mトラック
  - 幅7.5m
  - 6レーン
  - 直線部80m
  - 曲線部R=37.998m
  - 直線コース100m
  - 8レーン